# Coenosia akasakensis
Coenosia akasakensis este o specie de muște din genul Coenosia, familia Muscidae, descrisă de Shinonaga în anul 2003. Conform Catalogue of Life specia Coenosia akasakensis nu are subspecii cunoscute.